# Ghelari
Ghelari [ˈgelarʲ] (veraltet Ghelar; ungarisch Gyalár) ist eine Gemeinde im Kreis Hunedoara, in der Region Siebenbürgen in Rumänien.
Selten ist der Ort unter der deutschen Bezeichnung Gelar bekannt.

## Geographische Lage

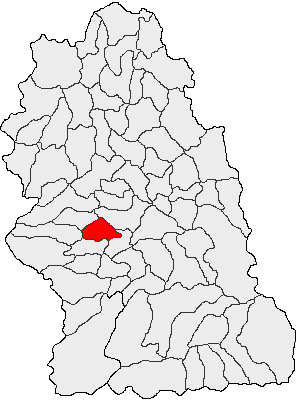
Lage der Gemeinde Ghelari im Kreis Hunedoara

Im Südwesten Siebenbürgens gelegen, befindet sich die Gemeinde etwa im Zentrum des Kreises Hunedoara. Auf einer Fläche von circa 4700 Hektar liegt die Gemeinde in den Ostausläufern des Poiana-Ruscă-Gebirges. An der Kreisstraße (drum județean) DJ 687E befindet sich der Ort Ghelari etwa 20 Kilometer südwestlich von Hunedoara; die Kreishauptstadt Deva (Diemrich) etwa 35 Kilometer nördlich von Ghelari entfernt.

## Geschichte
Der Ort Ghelari selbst wurde erstmals 1681 urkundlich erwähnt. Eine Besiedlung auf dem Territorium der heutigen Gemeinde reicht jedoch bis in die Bronzezeit zurück. Diese wurde durch archäologische Funde im Eingemeindeten Dorf Govăjdia bestätigt. Archäologische Funde auf dem Areal des Ortes Ghelari deuten in die Hallstattzeit. Nach Berichten von J. M. Ackner, G. Téglás und anderen wurden in der Römerzeit hier in der Region Bergbau zur Förderung von Eisenerz betrieben. Eine Eisenschmelze befand sich in Ghelari und im eingemeindeten Dorf Ruda.
In Ghelari, bei von den Einheimischen Valea Caselor genannt, wurde 1895 ein Schmelzofen aus dem 9. Jahrhundert gefunden. Heute soll dieser im British Museum in London zu sehen sein. Anfang des 19. Jahrhunderts wurde in Govăjdia einer der größten Hochöfen aufgestellt, die es zu dieser Zeit im Südosten Europas gab. Hier wurden auch Bauteile des Eiffelturms gefertigt. Um den Transport des Eisenerzes zu den Schmelzöfen in Govăjdia und Hunedoara zu erleichtern, wurde 1900 auf dem Areal der Gemeinde die Industriebahn Hunedoara–Ghelari als Schmalspurbahn mit der Bosnischen Spurweite von 760 Millimetern auf einer Länge von circa 16,1 Kilometer errichtet.
Nach 1990 und dem Zusammenbruch des Bergbaus ist die Hauptbeschäftigung der Bevölkerung in der Region die Viehzucht und die Holzverarbeitung.

## Bevölkerung
1850 lebten auf dem Gebiet der heutigen Gemeinde 1673 Menschen. 1477 waren Rumänen, 121 Deutsche, 58 Roma und 17 waren Magyaren. Die größte Bevölkerungszahl (5190) – auch gleichzeitig die der Rumänen (4815) – wurde 1966 ermittelt und nahm seitdem stetig ab. Die höchste Anzahl der Magyaren (535) wurde 1910, die der Deutschen (132) 1920 und die der Roma 1850 registriert. 2002 lebten in der Gemeinde 2314 Menschen, davon waren 2262 Rumänen, 46 Ungarn, ein Deutscher, ein Slowake und vier ohne ethnische Angaben. Die Volkszählung 2011 ergab in der Gemeinde eine Bevölkerungszahl von 1983 Einwohnern. 1874 davon waren Rumänen, 34 Magyaren, fünf waren Roma, die übrigen wurden ohne ethnische Angaben registriert. Des Weiteren wurden auf dem Gebiet der Gemeinde auch Ukrainer (je einer 1900, 1956 und 2011), Serben (höchste Anzahl 6 1930) und die höchste Anzahl an Slowaken (15) wurde 1900 registriert.

## Sehenswürdigkeiten
- Die alte orthodoxe Kirche Sf. Arhangheli,[12] im 18. Jahrhundert errichtet, steht unter Denkmalschutz.[13] Neben der alten orthodoxen Kirche steht die Sankt-Peter-und-Paul-Kathedrale, diese wurde von 1939 bis 1973 errichtet.[12] Die zwei vorderen Türme der neuen Kirche mit je 47 Meter Höhe fingen nach dem Erdbeben von 1977 an, sich zu neigen; erst 1988, nach elf Jahren, wurde mit den notwendigen Konsolidierungsarbeiten angefangen.[12]
- Die griechisch-katholische Kirche Sfânta Varvara,[14] wurde 1783 errichtet.[15]
- Die reformierte Kirche, 1900–1919 errichtet.[15]
- Der Hochofen (⊙) im eingemeindeten Dorf Govăjdia (Sensenhammer) wurde 1806–1810 errichtet. Dessen Inbetriebnahme erfolgte 1813 und wurde nach mehreren Umbauten, nach unterschiedlichen Angaben 1918[16] oder 1924,[17] nach Inbetriebnahme des Eisenhüttenwerks in Hunedoara stillgelegt. Der Hochofen steht unter Denkmalschutz.[13]
- Die Sf. Arhangheli Kirche im eingemeindeten Dorf Ruda, 1653 errichtet, steht unter Denkmalschutz.[13]

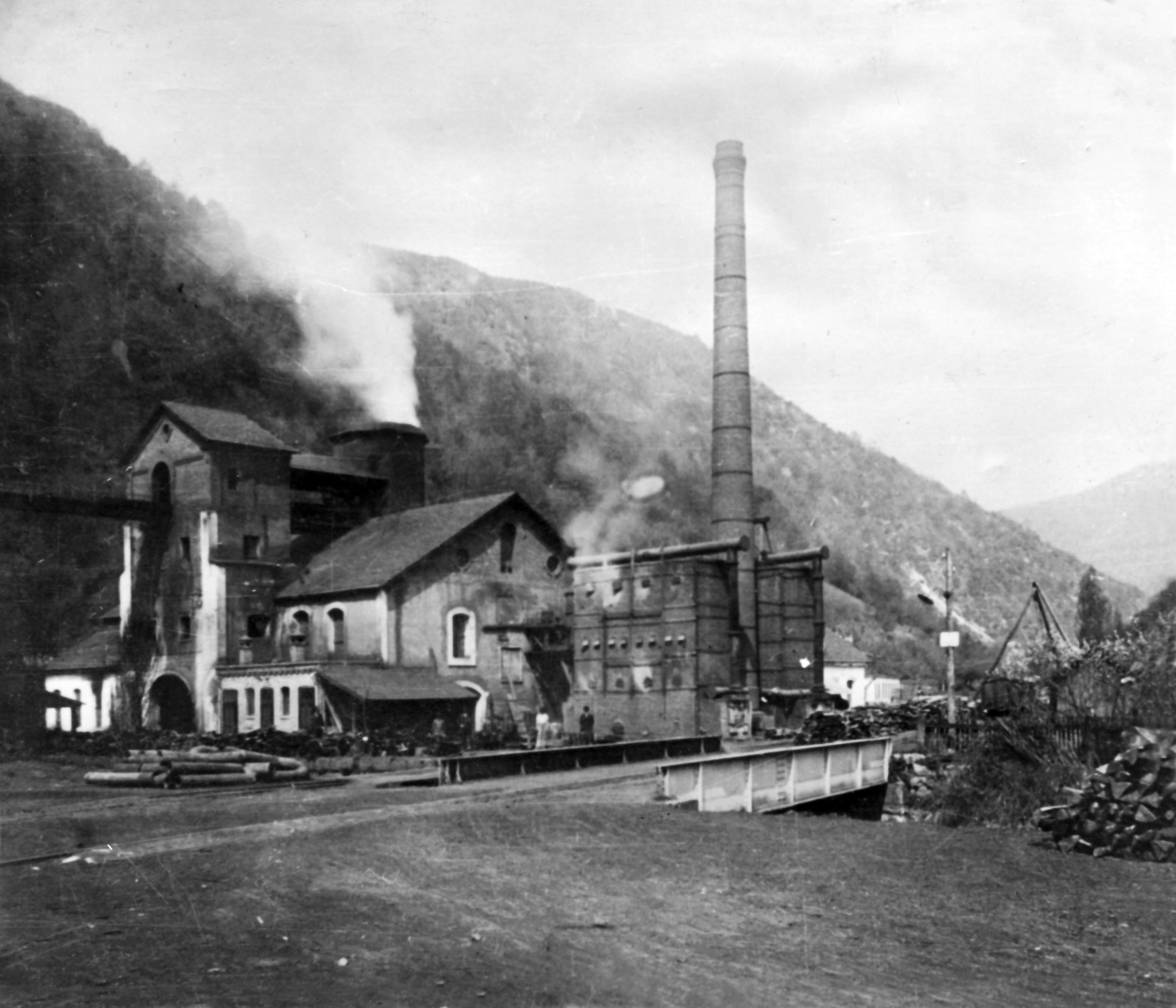
Der Hochofen in Govăjdia um 1900
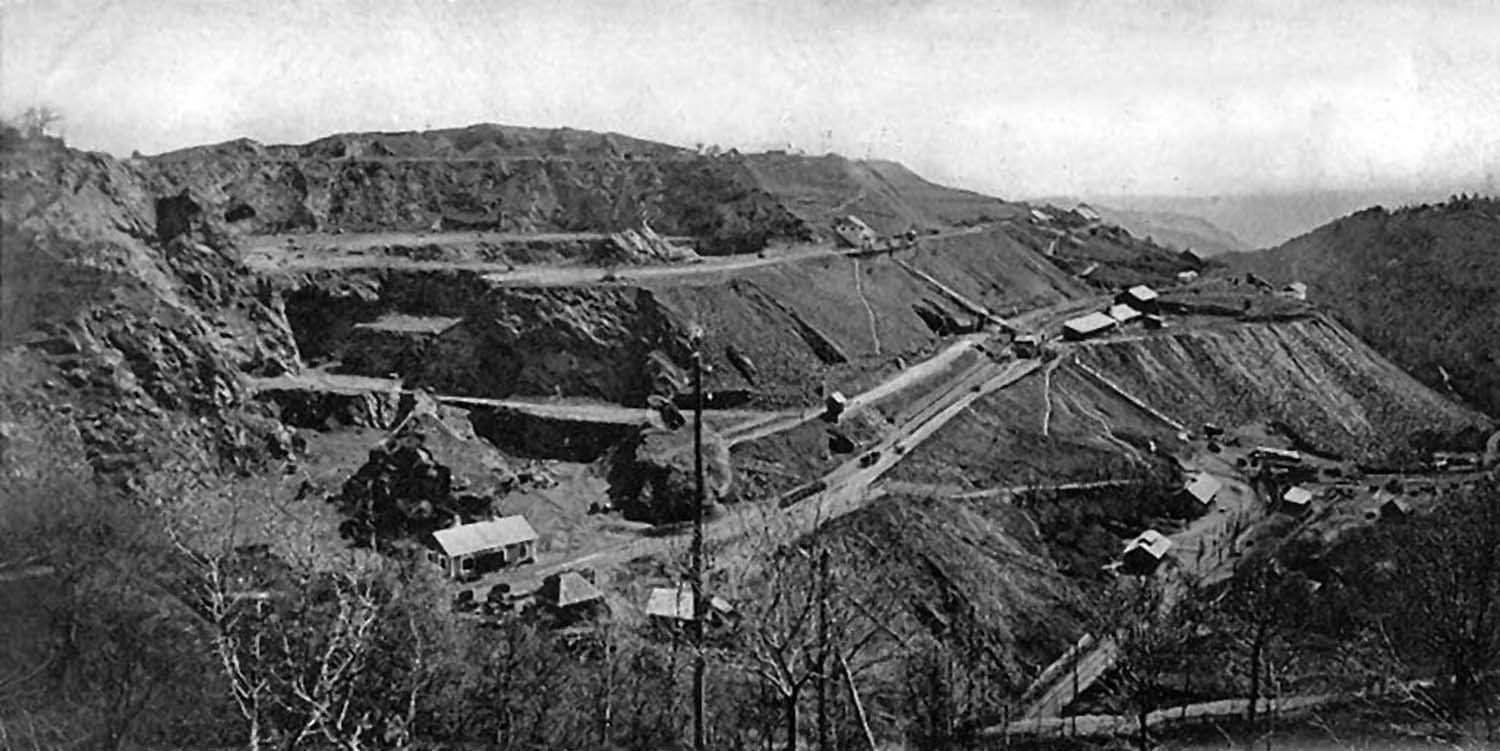
Umgebung bei Ghelari um 1904
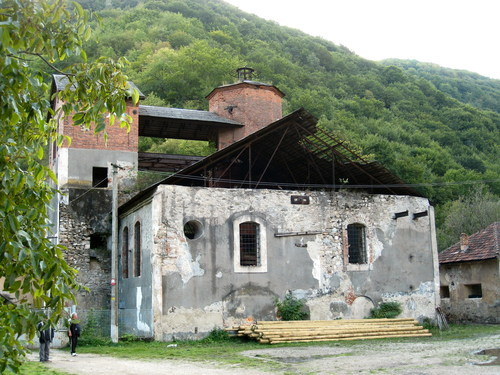
Die Ruinen des Hochofens in Govăjdia

## Persönlichkeiten
- Sandu Florea (* 1946), Inker, lebt seit 1991 in den Vereinigten Staaten.[18]